# Revolution OS
Revolution OS（レヴォリューションオーエス）は、GNU、Linux、オープンソース、自由ソフトウェア運動の20年の歴史をたどる2001年のドキュメンタリー映画。  監督はJ・T・S・ムーア。日本ではDVDスルー扱いで劇場公開はされていない。
この映画には、リチャード・ストールマン、マイケル・ティーマン、リーナス・トーバルズ、ラリー・オーガスティン、エリック・レイモンド、ブルース・ペレンズ、フランク・ヘッカー、ブライアン・ベーレンドルフなど、著名なハッカーや起業家へのインタビューが収録されている。

## 概要
この映画は、レイモンド、トーバルズ、ペレンズ、ストールマンの登場から始まり、コードが自由に共有されていたハッカーやコンピュータ愛好家の初期の時代を歴史的な舞台としている。1978年にマイクロソフトの共同設立者であるビル・ゲイツがホビイストたちへの公開状で支払いを強く促したことで、どのように変化が起こったかを説明している。ストールマンは、MITAI研でのプロプライエタリソフトウェアベンダーとの闘いや、自由ソフトウェアの開発とGNUプロジェクトに専念するために研究所を離れるに至った経緯を語った。  
リーナス・トーバルズは1991年にLinuxカーネルを開発し、GNU/Linuxがオペレーティングシステムであることに気付いた。  
レイモンドとストールマンは、自由ソフトウェアと共産主義および資本主義の哲学、そしてLinuxの開発段階について明確に述べている。  
マイケル・ティーマンは、1987年にストールマンと会ったこと、ストールマンのGCCの初期バージョンを入手したこと、そしてシグナスソリューションズを設立したことについて語る。
ラリー・オーガスティンは、GNUソフトウェアを通常のPCと組み合わせて、Sunワークステーションの3分の1の価格で2倍のパワーを持つUnix系ワークステーションを作成する方法について説明する。彼は、ベンチャーキャピタリストとの初期の取引、自身の会社であるVA LinuxでのLinuxの最終的な資本化と商品化、およびその株式公開について語る。  
Apache HTTP Serverの最初の開発者の1人であるブライアン・ベーレンドルフは、NCSA WebサーバーデーモンHTTPdのパッチを他の開発者と交換し始めたこと、それが後にApacheと呼ばれる「a patchy」Webサーバーのリリースにつながったことを説明する。  
ネットスケープコミュニケーションズのフランク・ヘッカーは、ネットスケープの幹部がネットスケープのブラウザのソースコードをリリースするまでの出来事について説明する。これは、オープンソースが経営者や主流メディア、一般大衆にとって無視できない力となった重要な出来事の1つである。この点は、映画の公開後にさらに立証された。ネットスケープのソースコードが最終的にFirefoxウェブブラウザとなり、マイクロソフトのInternet Explorerから大きな市場シェアを奪った。  
この映画では、リーナス・トーバルズとラリー・オーガスティンが基調講演に登壇した、初の本格的なLinuxWorld Summitカンファレンスも記録されている。  
映画の映像の多くはシリコンバレーで撮影された。

## 上映
この映画は、サウス・バイ・サウスウエスト、アトランタ映画祭、ボストン映画祭、デンバー国際映画祭など、いくつかの映画祭で上映され、サバンナ映画・ビデオ祭とクズ映画祭の両方で最優秀ドキュメンタリー賞を受賞した。

## 反応
どのレビューも、情報の歴史的重要性を指摘し、それに気づいた人々は、制作価値は高いが、歴史の表現はおおむね退屈で講義に似ていると感じた。Film ThreatのRon Wellsは、この映画は重要で価値があり、自由ソフトウェアとオープンソースの概念の原理を説明するのによく考えられていると評価した。一方で、プロプライエタリソフトウェア陣営の代表者との議論をカメラに映していない点を指摘し、この映画に5つ星のうち4つを与えた。  TV Guideは、この映画に4つ星のうち3つを与え、「驚くほどエキサイティング」「魅力的」「シャープな映像」と評し、サウンドトラックの良さを指摘した。Daily Varietyは、この映画を「技術に疎い人々と熟練したハッカー集団を等しくターゲットにしている」と評価し、一方のグループを教育し、もう一方を聖人化しているが、「楽しめる」作品として推薦に十分な力があるとした。  
否定的な意見として、ニューヨーク・タイムズはこの映画の偏向性を非難し、専門用語への依存が「かなり難解」であるとして推薦しなかった 。Internet Reviewsは、この映画を「ソフトウェアの無政府状態を称賛する教訓的で退屈なドキュメンタリー」と評し、「マイクロソフトとサンに対する怒り」を強調しつつも、レッドハットとVA Linuxの株価（2007年時点で最高値の2%）に関するフォローが欠けており、「多くのコメンテーター」が登場すると指摘した。  Toxicuniverse.comは、「Revolution OSは、あからさまに情報商材やプロパガンダとして機能している」と批判し、「60年代に逆戻りした髭を生やしたハッカーのリチャード・ストールマンが運動の精神的指導者として機能し、スカンジナビア出身のリーナス・トーバルズが温厚なチーフエンジニアとして描かれている」と指摘した。  
スラッシュドットのレビューを書いたティム・ロードは、この映画は興味深く、見る価値があるが、いくつかの懸念点があると述べた。それは、「自由ソフトウェア運動の成長と、それが最終的にオープンソース運動に取り込まれることについての映画」であり、「本来はLinuxとMicrosoftの戦いについての映画であるはずだったが、すぐに参加者に乗っ取られてしまった」と評した。また、「ドキュメンタリーの定番である、複数の人物が登場するシーンがなく、各参加者の個別分析のみになっている」と指摘し、Linux自体とその利点が十分に描かれていないことを問題視した。さらに、「インストールフェストで不満を抱くユーザーを除いて、Linuxを使用している人が映ることはない」とし、Linux対Windowsの論争が省略されている点を批判した。OSの起源はSunとDECのプロプライエタリで高価なソフトウェアとハードウェアへの対応としてのみ示され、その成長がApache Webサーバーのみによるものとされていることにも言及した。また、TorvaldsとStallmanのGNU/Linux名称論争に関する発言が示されてはいるものの、それに対する異議が唱えられていない点を指摘した。

## 関連リンク
- The Code
- バトル・オブ・シリコンバレー
- オープンソース
- Linux
- 自由ソフトウェア運動
- コピーレフト
- 伽藍とバザール